# Saint-Hippolyte-de-Caton
Saint-Hippolyte-de-Caton là một xã ở tỉnh Gard. Xã này có diện tích 6,15 kilômét vuông, dân số năm 1999 là 158 người. Khu vực này có độ cao trung bình 100 mét trên mực nước biển.